# Puente Colgante de Wheeling
El puente colgante de Wheeling es un puente colgante sobre el río Ohio situado en Wheeling, Virginia Occidental. El puente, obra de Charles Ellet Jr., fue el puente colgante más largo del mundo entre su inauguración en 1849 y la apertura en 1851 del puente Queenston-Lewiston (desplomado por el viento en 1864) y nuevamente entre 1864 y 1867 hasta la inauguración del puente Colgante John A. Roebling,
En 1854, debido a un fuerte temporal, la calzada se desprendió, forzando a Ellet a su reparación. A pesar de ésta y otras reparaciones que fueron necesarias en su historia, el puente aún está en funcionamiento.
El puente abarca una distancia de 308 m sobre el río Ohio, permitiendo el tráfico marítimo de botes bajo él. El puentes es hoy en día el puente colgante más antiguo para vehículos que aún está en funcionamiento.
| Predecesor: Gran Puente colgante de Friburgo                         | Puente con el vano más largo del mundo 1849-1851 (1864-1867) | Sucesor: Puente Queenston Lewiston (Queenston (ON)–Lewiston (NY)) |
| Predecesor: Puente Queenston Lewiston (Queenston (ON)–Lewiston (NY)) | Puente con el vano más largo del mundo 1864-1867             | Sucesor: Puente Colgante John A. Roebling (Cincinnati, USA)       |